# Barretthydrus
Barretthydrus is een geslacht van kevers uit de familie  waterroofkevers (Dytiscidae).
Het geslacht is voor het eerst wetenschappelijk beschreven in 1927 door Lea.

## Soorten
Het geslacht omvat de volgende soorten:
- Barretthydrus geminatus Lea, 1927
- Barretthydrus stepheni Watts, 1978
- Barretthydrus tibialis Lea, 1927